# Затока Любові

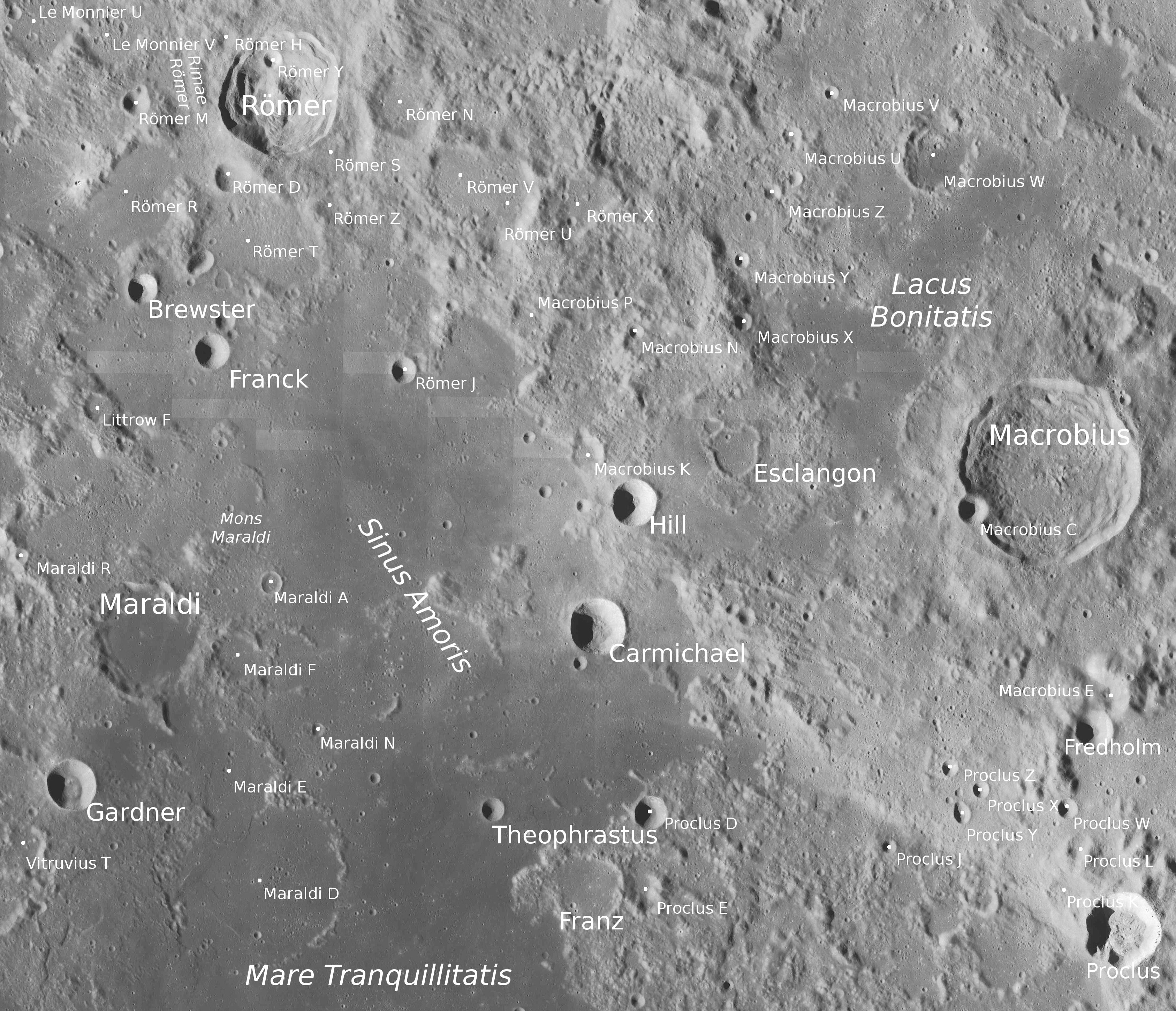
Карта регіону

Затока Любові (лат. Sinus Amoris) — невелика морська ділянка на Місяці, на північному сході Моря Спокою. Розмір — 200–300 км, координати центру — 19°54′ пн. ш. 37°18′ сх. д. / 19.9° пн. ш. 37.3° сх. д.. Її назва з'явилася на карті, виданій 1974 року Військовим картографічним агентством США для НАСА, і 1976 року була затверджена Міжнародним астрономічним союзом.
На південному заході Затока Любові зливається з Морем Спокою, а на протилежному боці від неї лежить Озеро Справедливості. На південному сході вона межує з Болотом Сну, а на півночі — з Таврськими горами.
Межі Затоки Любові нечіткі через складний рельєф та через те, що її темна поверхня подекуди замаскована світлими викидами молодих кратерів (Ремер на півночі, Кармайкл та Хілл на сході та Прокл на південному сході).

## Опис
Серед кратерів, що лежать у Затоці Любові, власні імена станом на 2015 рік отримали Маральді, Кармайкл, Гарднер, Франк, Брюстер, Теофраст та Лукіан. Перший із них залитий лавою; інші з'явилися після лавового покриву. Крім того, в затоці є сателітні та безіменні кратери. Деякі з них зруйновані й затоплені лавою майже цілком — зокрема, 66-кілометровий кратер Маральді D та кілька безіменних кратерів, рештки валу яких височіють у центрі затоки.
На півдні Затоки Любові стоїть гора Есама, а на північному заході — гора Маральді. Затока примітна великою концентрацією вулканічних куполів.
Поверхня Затоки Любові лежить на 0,8–1,6 км нижче за місячний рівень відліку висот, приблизно на одному рівні з прилеглими ділянками Моря Спокою і більш ніж на 1,5 км вище за недалеке Море Ясності.
Для лавового покриву південної половини Затоки Любові існує оцінка віку за концентрацією кратерів. Вона складає 3,6 млрд років, що відповідає пізньоімбрійській епосі та близьке до середнього значення для ділянок Моря Спокою.